# Oguni (Yamagata)
Oguni (jap. 小国町 Oguni-machi) – miasto w Japonii, na wyspie Honsiu, w prefekturze Yamagata. Według danych na rok 2020 miejscowość zamieszkiwało 7 107 mieszkańców , a gęstość zaludnienia wyniosła 9,6 os./km².